# Ter Wisch
Ter Wisch (52° 55′ N, 7° 06′ L) é uma cidade dos Países Baixos, na província de Groninga. Ter Wisch pertence ao município de Westerwolde, e está situada a 20 km, a nordeste de Emmen.
A área de Ter Wisch, que também inclui as partes periféricas da cidade, bem como a zona rural circundante, tem uma população estimada em 210 habitantes.